# William Bates (compositeur)
Pour les articles homonymes, voir Bates.
William Bates est un compositeur et professeur de chant britannique, actif à Londres vers 1750 jusque 1780 environ. Bien que ses publications soient nombreuses, il n'a été mentionné par aucun écrivain contemporain sur la musique.

## Biographie
Il se rend célèbre dans la seconde moitié du xviiie siècle en composant des opéras anglais dans le style du ballad opera qui ont été très populaire. Son opéra le plus célèbre est Flora or Hob in the Well, composé en 1760 et créé le 25 avril 1760 à Covent Garden, dans lequel il utilise sept airs de l'opéra Flora or Hob's Opera de Hippisley auxquels il adjoint huit nouveaux airs et une ouverture. Il compose d'autres œuvres scéniques comme The Jovial Crews, composé en 1760 et renommé en 1770 The Ladies Frolick.
En 1763, il est accusé, probablement injustement « d'avoir tenté de vendre son élève, la chanteuse Ann Catley, à Sir Francis Blake Delavel à des fins immorales. »

## Œuvres
- The Theatrical Candidates (1775) ;
- The Device, or The Mariage Officier (1777) ;
- Secound Thought Is Best (1778) ;
- Pharnaces (opéra, créé à Londres le 15 février 1765)